# Airs and graces
Airs and Graces is een schilderij door de Britse schilderes Laura Theresa Alma-Tadema in het Rijksmuseum in Amsterdam.

## Voorstelling
Het stelt een Hollands, 17e-eeuws interieur voor met daarin een meisje in een rode jurk dat zich onder toeziend oog van haar moeder elegant voortbeweegt. Haar moeder schijnt haar met opgeheven vinger aanwijzingen te geven. Op de achtergrond kijkt een zittende luitspeler verveeld voor zich uit. De voorstelling is duidelijk ontleend aan 17e-eeuwse Hollandse meesters als Pieter de Hooch en Johannes Vermeer. De schilderes geeft het echter een typisch victioriaanse draai door het geheel een moralistische boodschap mee te geven. Het werk werd in 1910 tentoongesteld onder de titel Airs and Graces (letterlijk hooghartigheid en beleefdheden), wat zoiets betekent als je beter voordoen dan je in werkelijkheid bent.

## Toeschrijving
Het schilderij is rechtsboven gesigneerd ‘Laura Theresa Alma Tadema / op.[us] CX’ (Laura Theresa Alma Tadema werk 110).

## Herkomst
Het werk werd door Alma-Tadema geschonken of nagelaten aan haar zus Ellen Epps. Deze schonk het in januari 1913 aan het Rijksmuseum. In 1991 gaf het Rijksmuseum het werk in bruikleen aan het Van Gogh Museum.